# 関西ミステリ連合
関西ミステリ連合（かんさいみすてりれんごう）は、1980年代の関西・近畿圏のいくつかの大学のミステリー（推理小説）同好会により結成された団体。関ミス連と略称される。
現在の加盟校は京都府、兵庫県、大阪府の計六大学（大阪大学、大谷大学、関西学院大学、同志社大学、立命館大学、龍谷大学）。
上記のいずれかの大学のミステリ同好会に属していれば、自動的に関西ミステリ連合所属ともみなされる。

## 結成
先に全国的な大学ミス研連合組織として1975年に全日本大学ミステリー連合が結成されていたが、京都大学、同志社大学、立命館大学、大阪大学など関西の大学で独自に地域連合を組織。（京都大学推理小説研究会は後に脱退。）なお、「関西ミステリ連合」は当初からの正式名称ではなく、通称がいつごろからか正式名称として採用されるようになった。
その後、全ミス連=関東、関ミス連=関西、と並行的に棲み分けがなされる形で現在に至る。

## 活動
年二回の例会が基本で、春期と冬期に行われる。主催は持ち回り制で、同志社→大谷→大阪→立命館の順でサイクルする。
例会では「主催大学が行う企画」が催され、ほとんどの場合、メイン企画としてミステリ作家を招待しての講演会およびサイン会が行われる。
他の企画としては犯人当てクイズ、古本オークション等。